# Grup ortogonal
En matemàtiques, el grup ortogonal de dimensió n, denotat O(n), és el grup de transformacions isomètriques (que preserven la distància) d'un espai Euclidià de dimensió n que preserven un punt fix, on l'operació de grup és donada per la composició de transformacions. De forma equivalent, és el grup de matrius ortogonals n×n (és a dir matrius per les quals la seva matriu inversa és igual a la seva transposada), i on l'operació de grup és donada per la multiplicació matricial.
Com que el determinant d'una matriu O(n) ortogonal és 1 o −1, un subgrup important de O(n) és el grup ortogonal especial, denotat SO(n), de les matrius ortogonals amb determinant 1. Aquest grup és també anomenat grup de rotació, perquè en dimensions 2 i 3, els seus elements són les rotacions habituals al voltant d'un punt (dimensió 2) o una línia (dimensió 3). A petites dimensions, com SO(2), SO(3) i SO(4), aquests grups han estat àmpliament estudiats.
En física de partícules, els grups ortonormals tenen un paper important en la categorització de les forces i partícules elementals. El primer grup de Lie simple que conté el Model estàndard és SO(10), sent el grup més senzill que aconsegueix la unificació de totes les partícules de matèria, incloent-hi els neutrins.

## Noms
El determinant de qualsevol matriu ortogonal és 1 o −1. Les matrius ortogonals n×n amb determinant 1 formen un subgrup normal de O(n, K )  conegut com a grup ortogonal especial SO(n, K ), comprenent totes les rotacions pròpies. (Més concretament, SO(n, K )  és el kernel de l'invariant de Dickson). Per analogia amb el grup lineal general GL i el grup lineal especial SL, el grup ortogonal és a voltes anomenat el grup ortogonal general, encara que aquest terme és també utilitzat per a grups ortogonals indefinits O(p, q). El terme grup de rotació pot ser emprat per descriure qualsevol grup ortogonal general.

## Sobre el cos dels nombres reals
Sobre el cos dels nombres reals, el grup ortogonal O(n,ℝ) i el grup ortogonal especial SO(n, ℝ) són sovint senzillament denotats per O(n) i SO(n) si cap confusió és possible. Formen grups de Lie compactes reals de dimensió n(n − 1)/2. O(n, ℝ) té dues components connexes, amb SO(n,ℝ) sent la component que conté la matriu identitat.

### Interpretació geomètrica
Els grups ortogonal real i ortogonal especial tenen les interpretacions geomètriques següents:
- O(n, ℝ) és un subgrup del grup euclidià E(n) (el grup d'isometries de ℝn) i conté les isometries que deixen l'origen fix, és a dir, O(n,ℝ) = E(n) ∩ GL(n,ℝ). És el grup de simetria de l'esfera (n = 3) o (n − 1)-esfera i tots els objectes amb simetria esfèrica, quan l'origen és escollit al centre.

- SO(n,ℝ) és un subgrup de E+(n), el qual consisteix d'isometries directes és a dir les isometries que conserven l'orientació, concretament el d'aquelles que deixen l'origen fix, per tant SO(n,ℝ) = E+(n) ∩ GL(n,ℝ) = E(n) ∩ GL+(n,ℝ). És el grup de rotació de l'esfera i tots els objectes amb simetria esfèrica si l'origen és escollit al centre.

El conjunt {I, −I} és un subgrup normal i fins i tot un subgrup característic de O(n,ℝ), i si n és parell, també de SO(n,ℝ). Si n és senar,  O(n,ℝ) és el producte directe intern de SO(n,ℝ). Per cada senar positiu k, el grup cíclic Ck de k-rotacions és un subgrup normal de O(2,ℝ) i de SO(2,ℝ).
Respecte de bases ortogonals adequades, les isometries són de la forma:
{\displaystyle {\begin{pmatrix}{\begin{matrix}R_{1}&&\\&\ddots &\\&&R_{k}\end{matrix}}&0\\0&{\begin{matrix}\pm 1&&\\&\ddots &\\&&\pm 1\end{matrix}}\\\end{pmatrix}}}
on les matrius R1, ..., Rk són matrius de rotació 2×2 en plans ortogonals de rotació. Com a cas especial, conegut com el teorema de rotació d'Euler, qualsevol element (diferent de la identitat) de SO(3,ℝ) és una rotació sobre un eix únicament definit.
El grup ortogonal és generat per les reflexions (dues reflexions donen una rotació), tal com al grup de Coxeter, i els elements tenen longitud màxima n (requereixen com a màxim n reflexions per ser generades; tal com se segueix de forma general per als grups ortogonals indefinits, pel teorema de Cartan–Dieudonné).
El grup de simetria d'un cercle és O(2,ℝ). El subgrup que conserva l'orientació SO(2,ℝ) és isomorf com a grup de Lie real al grup circular, també conegut com a U(1). L'isomorfisme és el que envia el nombre complex de mòdul 1 escrit en forma polar exp(φ i) = cos φ + i sin φ a la matriu ortogonal especial
{\displaystyle {\begin{pmatrix}\cos(\varphi )&-\sin(\varphi )\\\sin(\varphi )&\cos(\varphi )\end{pmatrix}}.}
El grup SO(3,ℝ), entès com el conjunt de rotacions a l'espai de 3 dimensions, és de gran importància en física i enginyeria.

### Topologia de dimensió baixa
Els grups ortogonals reals de dimensió baixa són espais topològics ben coneguts:
- O(1) = S0 (espai discret de 2-punts)
- SO(1) = { I }
- SO(2) és homeomorf a S¹ (la circumferència)
- SO(3) és homeomorf a l'espai projectiu real P3
- SO(4) és doblement revestit per SU(2) × SU(2) ≅ S3 × S3.

## Sobre el cos dels nombres complexos
Sobre el cos dels nombres complexos, O(n,ℂ) i SO(n,ℂ) són grups de Lie complexos de dimensió n(n − 1)/2 sobre ℂ (i, per tant, la dimensió sobre ℝ és dues vegades aquesta). O(n,ℂ) té dues components connexes, i SO(n,ℂ) és la component que conté la matriu d'identitat. Per a n ≥ 2 aquests grups són no compactes.
Tal com al cas real, SO(n,ℂ) no és simplement connex. Per a n > 2 el grup fonamental de SO(n,ℂ) és cíclic d'ordre n > 2 mentre que el grup fonamental de SO(2,ℂ) és cíclic infinit.

## Grups relacionats
Els grups ortogonals i els grups ortogonals especials tenen un gran nombre de subgrups, supergrups, grups quocient i grups de revestiment importants:

### Subgrups de Lie
En física, particularment en les àrees de compactificació de Kaluza–Klein, és important determinar els subgrups del grup ortogonal. Els principal són:
- {\displaystyle \mathrm {O} (n)\supseteq \mathrm {O} (n-1)} Conserva un eix
- {\displaystyle \mathrm {O} (2n)\supseteq \mathrm {U} (n)\supseteq \mathrm {SU} (n)}, U(n) són els que conserven una estructura complexa compatible o una estructura compatible simplèctica; SU(n) també conserva una orientació complexa.
- {\displaystyle \mathrm {O} (2n)\supseteq \mathrm {USp} (n)}
- {\displaystyle \mathrm {O} (7)\supseteq \mathrm {G} _{2}}

### Supergroups de Lie
El grup ortogonal O(n) és també un subgrup important de diversos grups de Lie:
{\displaystyle \mathrm {U} (n)\supseteq \mathrm {SU} (n)\supseteq \mathrm {O} (n)}
{\displaystyle \mathrm {USp} (2n)\supseteq \mathrm {O} (n)}
{\displaystyle \mathrm {G} _{2}\supseteq \mathrm {O} (3)}
{\displaystyle \mathrm {F} _{4}\supseteq \mathrm {O} (9)}
{\displaystyle \mathrm {E} _{6}\supseteq \mathrm {O} (10)}
{\displaystyle \mathrm {E} _{7}\supseteq \mathrm {O} (12)}
{\displaystyle \mathrm {E} _{8}\supseteq \mathrm {O} (16)}

#### Grup conforme
Com a isometries, les transformacions reals ortogonals preserven els angles, essent per tant transformacions conformes, encara que no tota transformació conforme lineal és ortogonal. En termes clàssics, aquesta és la diferència entre congruència i semblança, exemplificada per la congruència de triangles (CCC, Costat-Costat-Costat) i la semblança de triangles (AAA, Angle-Angle-Angle). El grup d'aplicacions lineals conformes de ℝn és denotat CO(n), grup ortogonal conforme, i consisteix en el producte del grup ortogonal amb el grup d'homotècies. Si n és senar, aquests dos subgrups no intersequen, i són un producte directe: CO(2k + 1) = O(2k + 1) × ℝ*, on ℝ* és el grup multiplicatiu real ℝ∖{0}. Mentre que si n és parell, aquests subgrups intersequen a ±1, no sent un producte directe en si sinó un producte directe amb el subgrup d'homotècies per a un escalar positiu: CO(2k) = O(2k) × ℝ+.
De manera similar, es pot definir CSO(n) com CSO(n) = CO(n) ∩ GL+(n) = SO(n) × ℝ+.

### Subgrups discrets
Mentre el grup ortogonal és compacte, els subgrups discrets són equivalents a subgrups finits. Aquests subgrups són coneguts com a grup puntuals i poden ser realitzats com els grups de simetria de polítops. Una classe molt important d'exemples és el grup finit de Coxeter, el qual inclou els grups de simetria de polítops regulars.
El cas de dimensió 3 ha estat particularment estudiat. Amb 2 dimensions, els grups finits són o el cíclic o el dièdric.
Altres subgrups finits inclouen les matrius de permutació (el grup de Coxeter An)

### Transformacions específiques
- Rotacions de coordenades
- Reflexió al voltant de l'origen

### Grups específics
- Grup de rotació, SO(3, R)
- SO(8)

### Grups relacionats
- Grup unitari especial
- Grup de Lorentz
- Grup espinorial
- Grup de Lie
- Grup simplèctic

### Llistes de grups
- Llista de grups petits